# Чандела
Правители Чандела (хинди  चन्देल) — клан, родственный Раджпутам и Гуджарам, который правил в центральной Индии в IX—XIII веках. Династия известна в индийской истории тем, что остановила нашествие мусульманской армии тюрков Махмуда Газневи и создала великолепные храмы с изящной скульптурой в своей столице Кхаджурахо. Но во второй половине XIII века пала под ударами тюркской династии Делийских султанов.

## История династии
Генеалогию династии Чандела можно описать благодаря сохранившимся надписям: на 65 камнях и многочисленных глиняных табличках. Они были найдены на территории правления династии, в городах Кхаджурахо, Махоба, Калиняр, Аджьягарх и других.

Династия Чандела правила в средней Индии с IX по XIII века нашей эры. Чандела принадлежали к раджпутскому клану Луны, появившемуся из жертвенного огня на горе Абу, заложенного великим риши Васиштхой. Согласно легенде, они захватили форт Маньягарх (находится на холме в 19 км к югу от Кхаджурахо), который назвали в честь семейного божества Манья-деви. Ранние правители Чанделла были вассалами империи Пратихара. Но постепенно они укрепили свои позиции, захватили единоличную власть и отказались от покровительства Гурджара-Пратихара.
Чандела были большими покровителями искусств и архитектуры. На завоёванных территориях, в городах Махоба, Калиняр и Аджьягарх, они строили храмы, дворцы, водоёмы. Постройки эпохи Чандела также найдены в Дадхаае, Чандпуре, Маданпуре, Деогархе, в окрестностях Джханси.
Но ни один из этих городов нельзя сравнить с великолепием Кхаджурахо — столицы государства Чандела. Здесь было много водоёмов и высоких храмов, которые до сих пор выделяются скульптурным изяществом и архитектурным величием.

## Известные правители
Первого известного принца Чандела звали Харша. Он остановил нашествие Раштракутов на Деканское плоскогорье. За это Гурджара-Пратихары выделили ему большой участок земли в районе Кхаджурахо в 917 году.
Его сын и последователь Ясоварман продолжал защищать свои феодальные земли от Раштракутов и Палов на востоке Индии. Согласно сохранившимся описаниям он построили в период 930-50 гг. храм Вишну и храм Лакшмана в Кхаджурахо в Кхаджурахо. Данные храмы, кроме религиозного значения, усиливали силу и престиж династии Чандела. Ясоварман умер в 954 году.
Последователь Ясовармана, его сын Дханга (954—1002) во время своего длительного и плодотворного правления отказался от покровительства Пратихвара. Объединив королей Чандела на единой территории, он создал самое сильное на тот момент государство в центральной Индии. Его территории простирались от Вадиши до Гвалиора и от Варанаси до Нармана.
Дханга был могущественным королём и талантливым завоевателем, а также любил искусства и архитектуру. За время его правления были построены два храма — храм Вишнаватх в Кхаджурахо и храм Паршванатх в Кхаджурахо.
Сын Дханги — наследник Ганда, выбрал миролюбивый курс правления (1002-17 гг.). В этот период были возведены храм Джагадамби и храм в честь бога Сурьи Чхитрагупта, оба относятся к западной группе храмов.
При Видьядхаре, сыне и наследнике Ганги, династия Чандела находилась в зените славы и богатства. Видьядхара одержал победы не только над воинами империй Калачуры и Парамары, двумя самыми сильными государствами в центральной Индии в тот период. но также дал решительный отпор внешнему завоевателю: Махмуду Газневи в 1019 и 1022 годы. Он продолжал традиции блистательной храмовой архитектуры. При нём был построен храм Кандарья-Махадева — самый большой, грандиозный и величественный в Кхаджурахо.

## Последние годы правления
После смерти Видьядхара династия Чандела переживала упадок. Этому способствовали набеги воинов империи Калачуров и мусульманских захватчиков. Религиозная столица — Кхаджурахо во многом потеряла своё значение. Последние правители больше концентрировались на усилении фортов, хотя строительство храмов продолжалось до XII века.

Последующие правители старались соответствовать великолепию храма Кандарья-Махадеви и возводили меньшие по размеру, но не менее изящные постройки, такие храмы как Вамана, Адинатха, Джавари, Чхатурбхуя и Дуладео, последний датируется первой половиной XII века.
В 1335 году Кхаджурахо описал знаменитый арабский путешественник Ибн Баттута, что подтверждает его значимость и славу. Город продолжал оставаться религиозной столицей до последних дней династии Чандела.